# گرین‌بی (ویسکانسین)
گرین‌بی، ویسکانسین (به انگلیسی: Green Bay, Wisconsin) شهری در ایالت ویسکانسین در ایالات متحده آمریکا است.
این شهر که دارای ارتفاع ۱۷۷ متری از سطح دریا قرار دارد در ۱۸۰ کیلومتری میلواکی قرار گرفته‌است.
در سرشماری سال ۲۰۱۰ ایالات متحده آمریکا این شهر ۱۰۴۰۵۷ نفر جمعیت داشت.
تیم فوتبال این شهر راستر نام دارد.

## نگارخانه

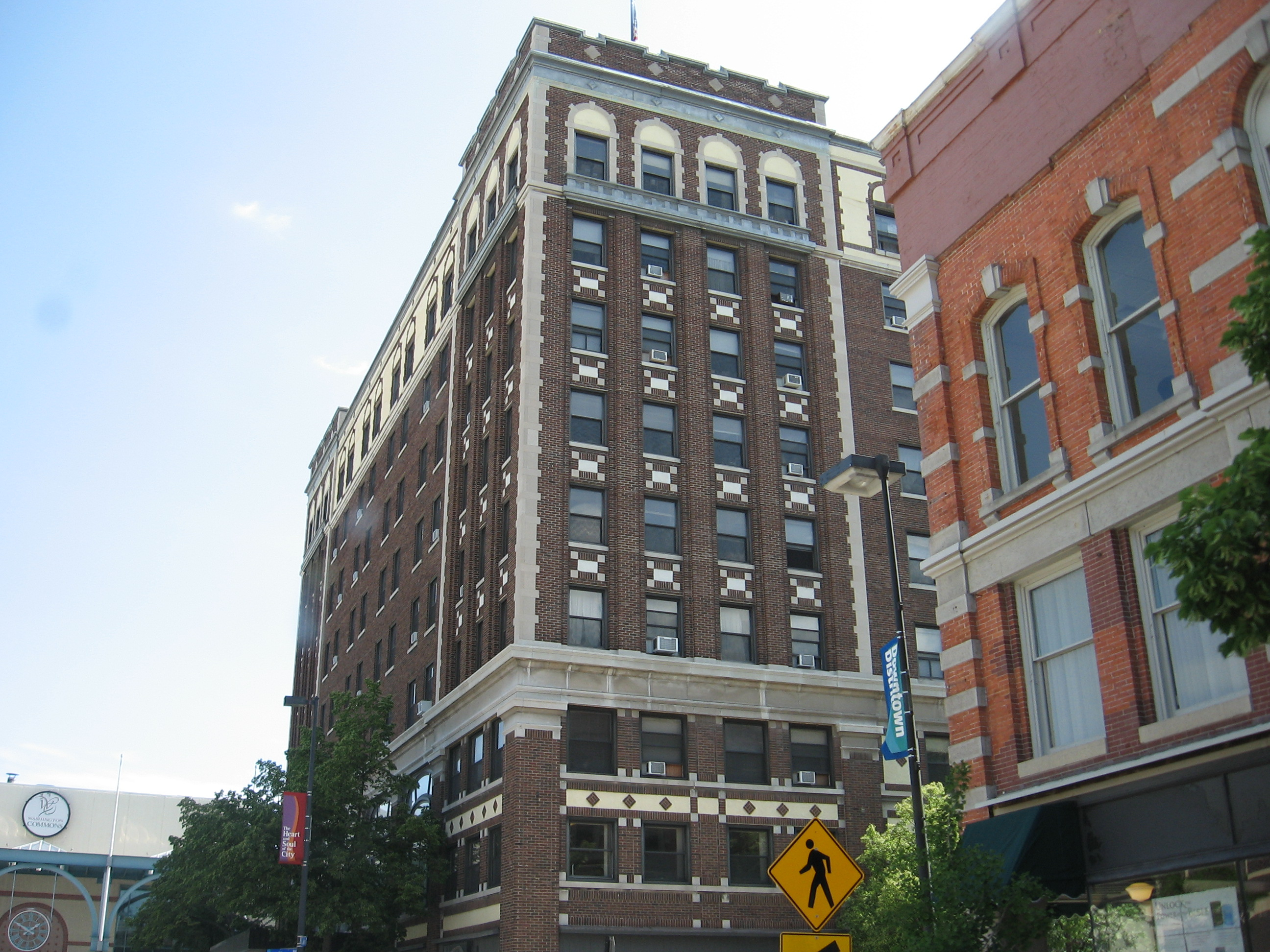
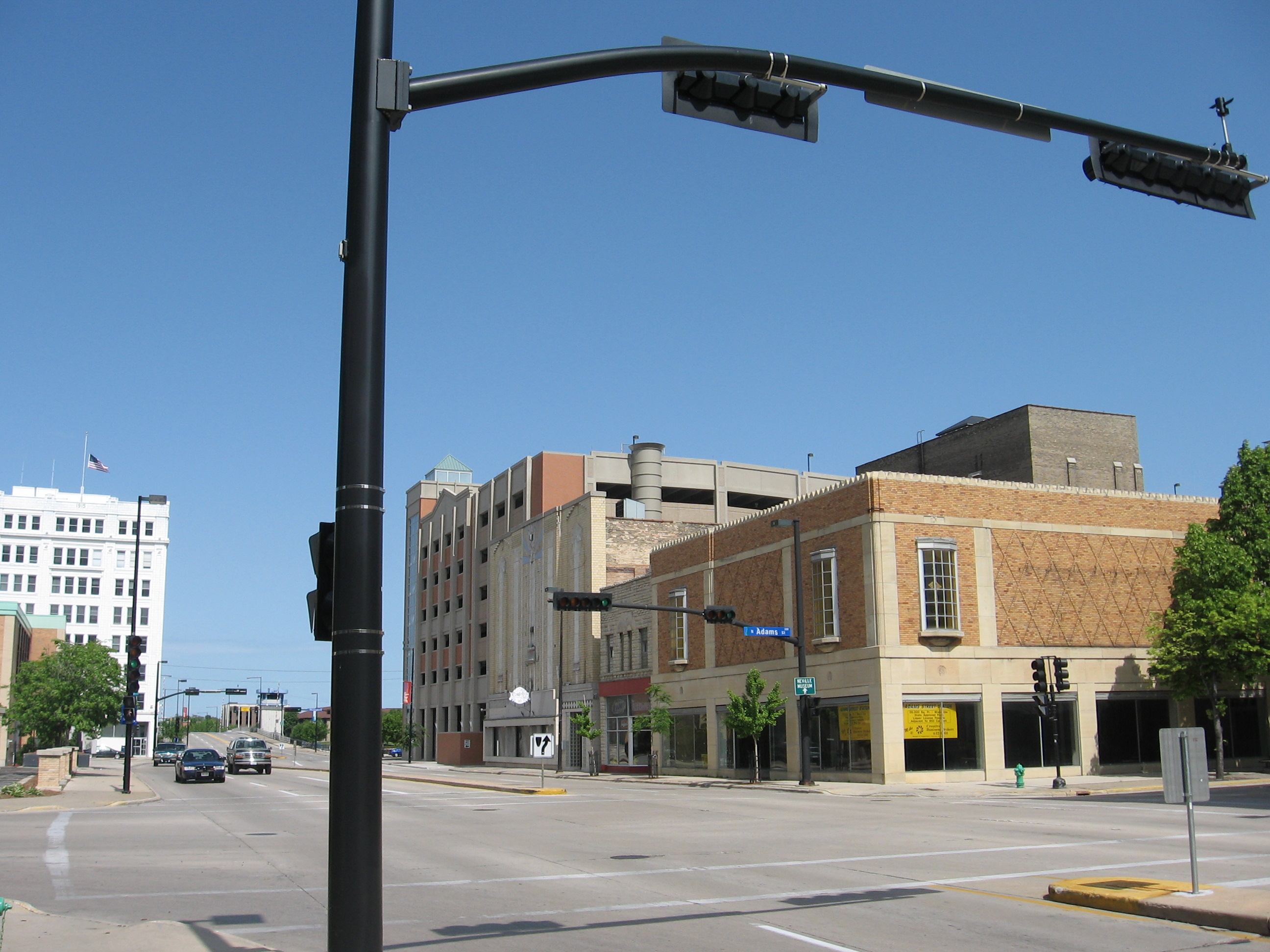
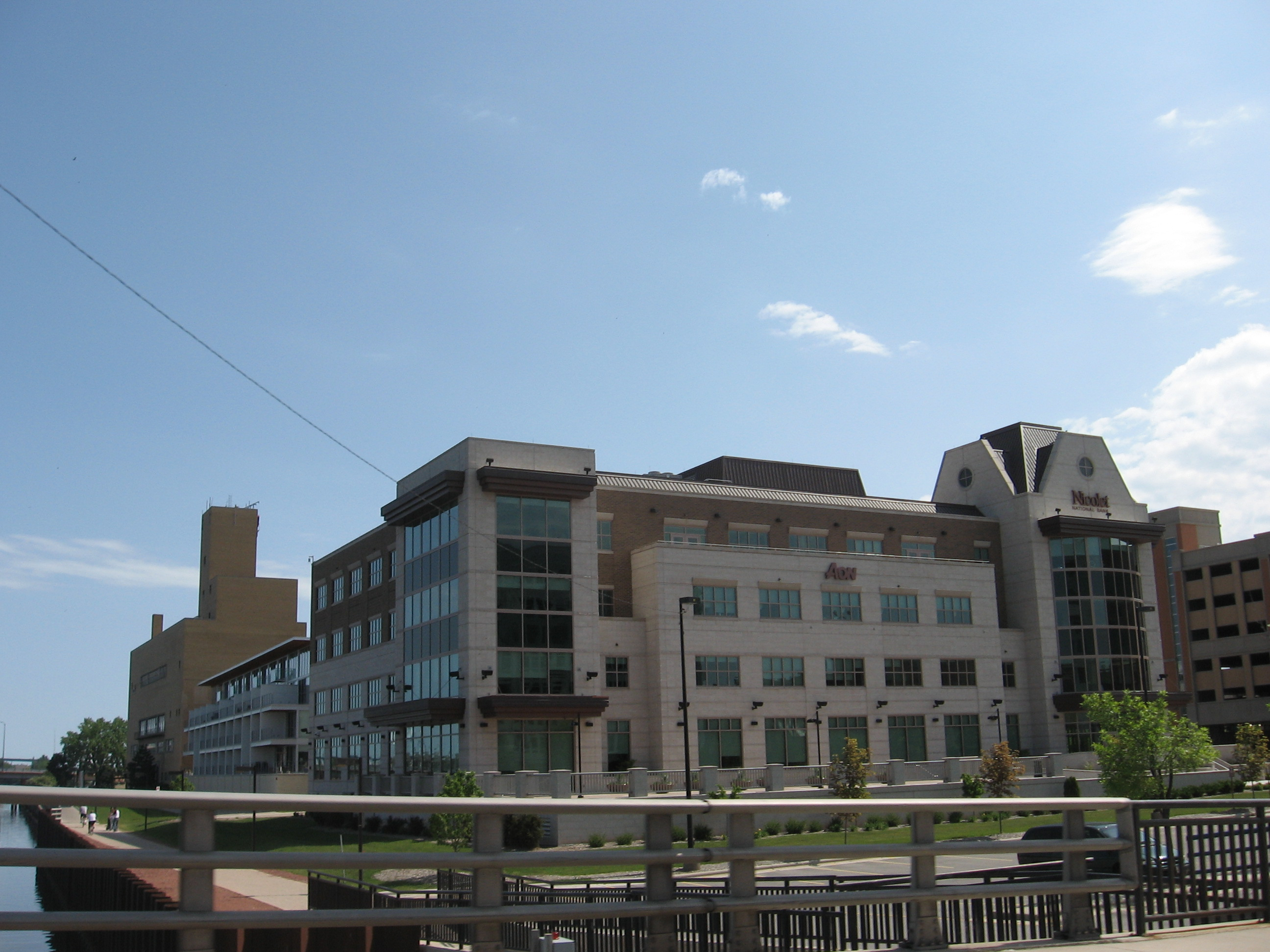
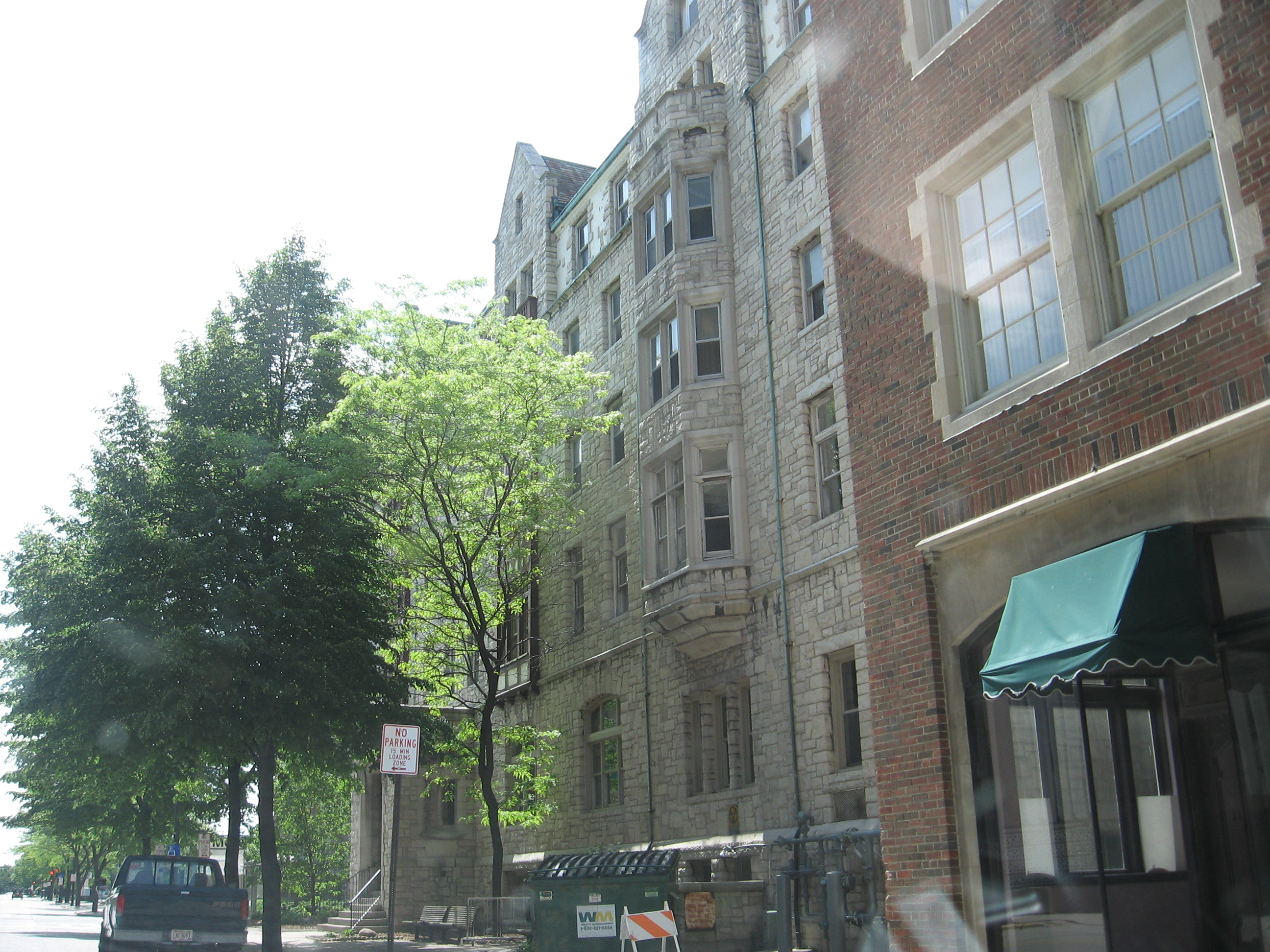
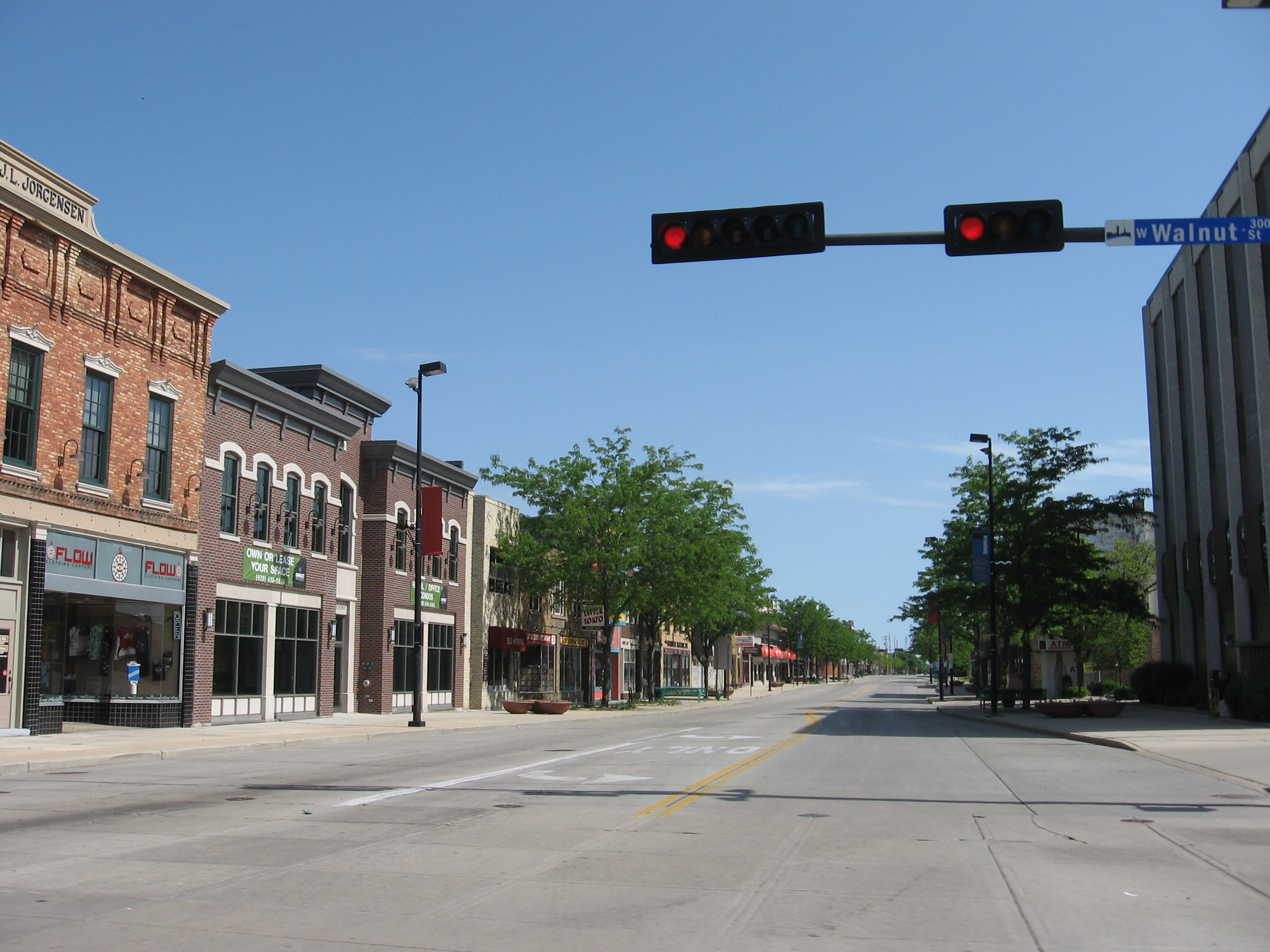
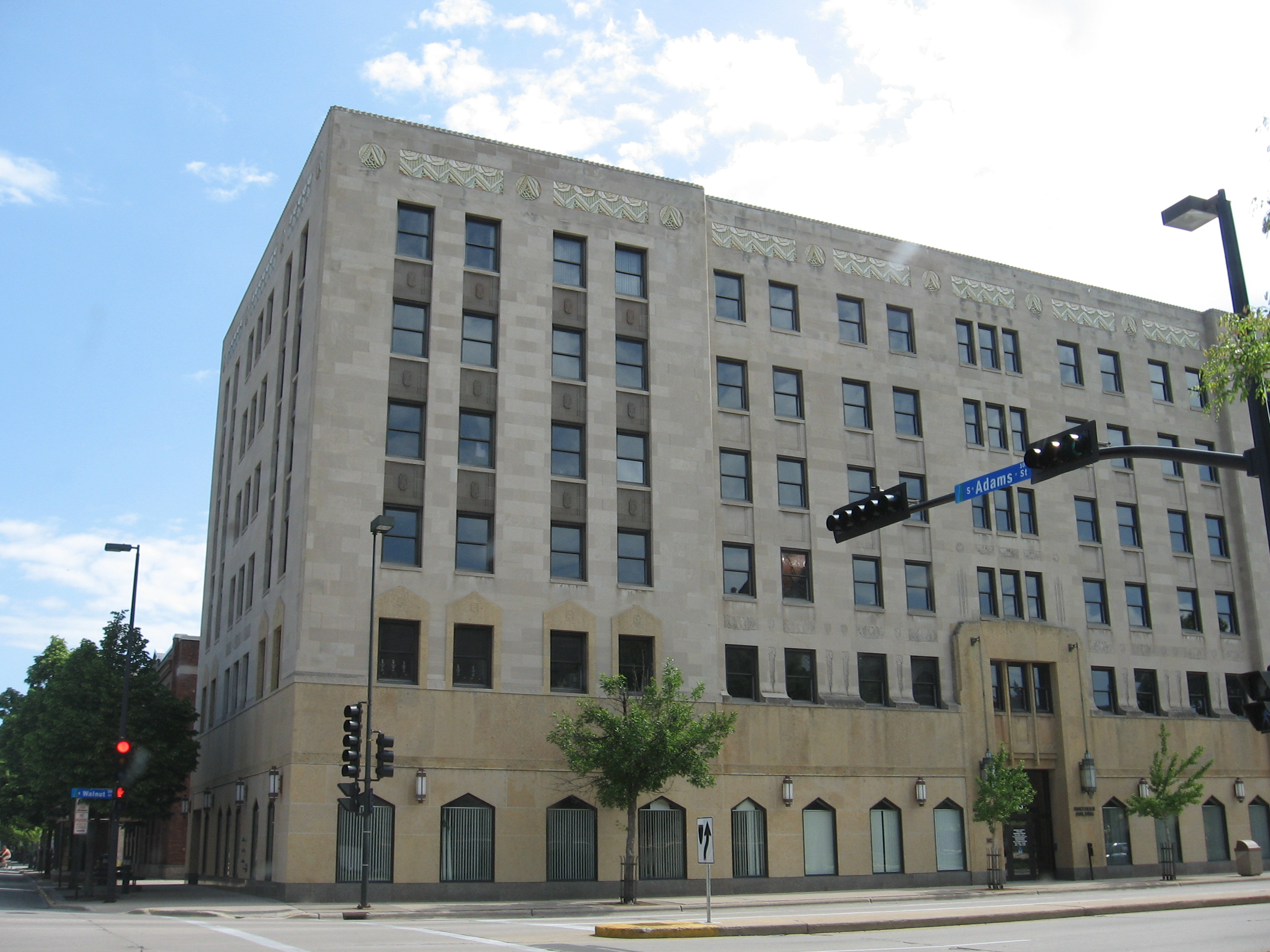
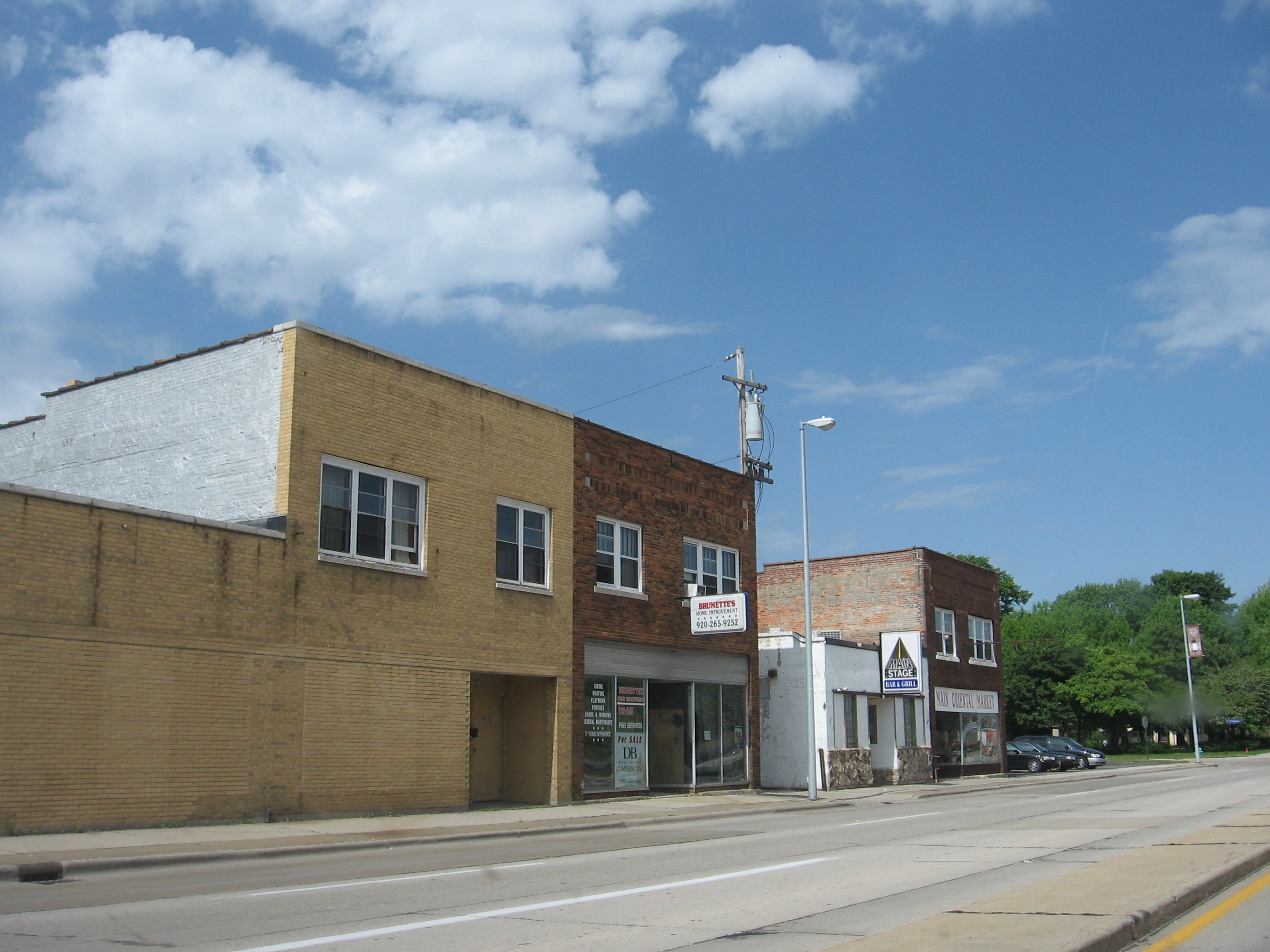
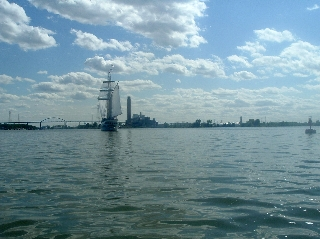
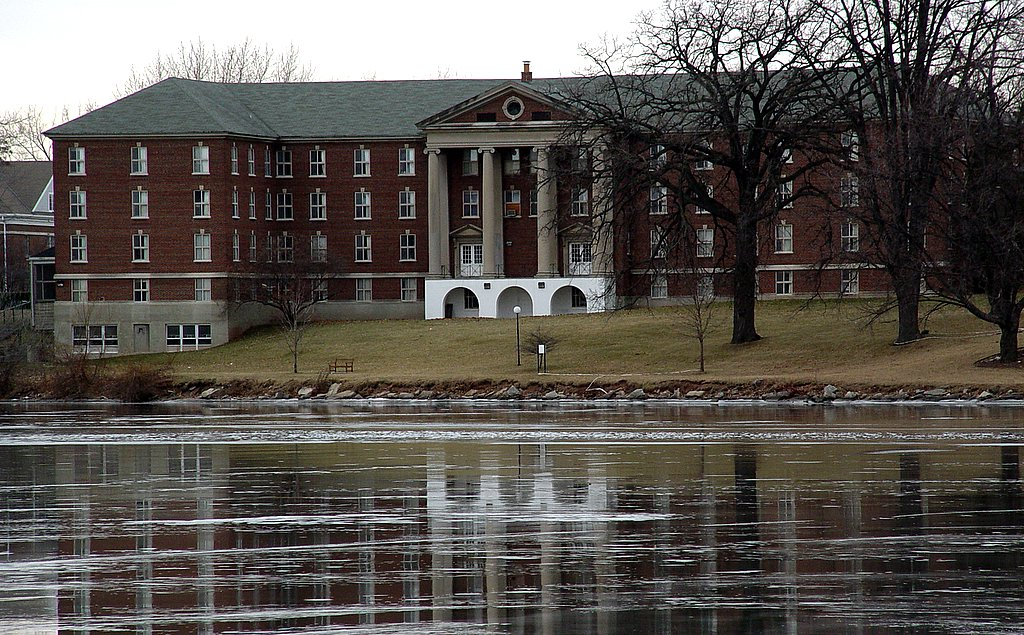
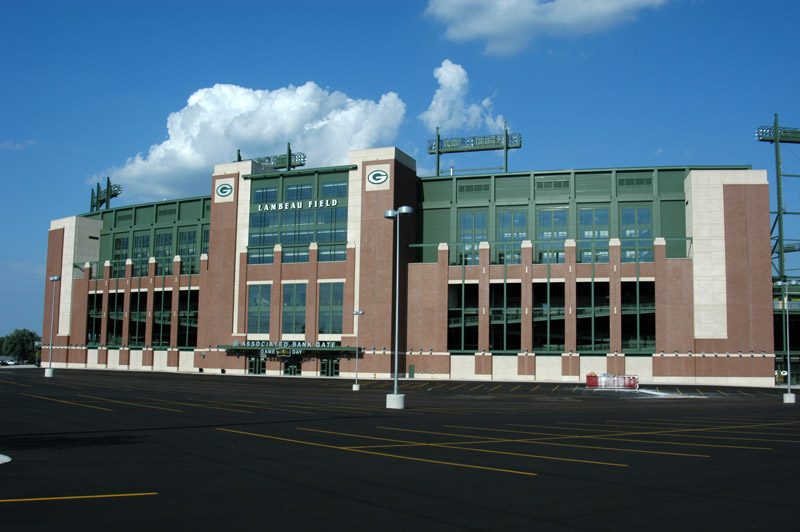